# Conde de Castelo Mendo
Conde de Castelo Mendo é um título nobiliárquico criado por D. Manuel II de Portugal, por Decreto de 5 de Setembro de 1908, em favor de Fernando Carlos de Carvalho e Castro de Morais de Almeida.
Titulares
1. Fernando Carlos de Carvalho e Castro de Morais de Almeida, 1.º Conde de Castelo Mendo.

Após a Implantação da República Portuguesa, e com o fim do sistema nobiliárquico, usou o título: 
1. António Carlos de Lancastre de Castro de Morais de Almeida, 2.º Conde de Castelo Mendo.